# Comarca de Caldas
Caldas is een comarca van de Spaanse provincie Pontevedra. De hoofdstad is Caldas de Reis, de oppervlakte 288,7 km² en het heeft 35.397 inwoners (2001).

## Gemeenten
Caldas de Reis, Catoira, Cuntis, Moraña, Pontecesures, Portas en Valga.